# Acriano Futebol Clube
Acriano Futebol Clube é um clube de futebol brasileiro, sediado na cidade de Rodrigues Alves, no estado do Acre.
Realiza seus jogos no Estádio José Agostino de Melo, e suas cores oficiais são azul, vermelho e branco. Seu principal título é um campeonato municipal de Rodrigues Alves.

## História
Um dos clubes mais antigos do Acre, o Acriano foi fundado em 12 de novembro de 1943. Profissionalizou-se somente no ano de 2011, para a disputa da primeira edição do Campeonato Acriano da Segunda Divisão. Inicialmente treinado por Galeguinho,, depois por Ionay da Luz, o Acriano chegou às semifinais da competição, sendo eliminado pelo Andirá após empate por um gol em partida única. A equipe adversária obteve a vaga para a decisão por ter melhor campanha na primeira fase.
Após não participar da edição de 2012, o Acriano retornou à disputa da segunda divisão acriana em 2013. O time treinado pelo policial militar Adair da Silva venceu apenas uma partida na competição., mas terminou novamente na terceira colocação entre quatro equipes participantes. Alegando dificuldades financeiras, o clube se ausentou do campeonato no ano seguinte.

## Desempenho em competições oficiais

### Competições estaduais
Campeonato Acriano - Segunda Divisão
| Ano  | 2010 | 2011 | 2012 | 2013 | 2014 | 2015 | 2016 | 2017 | 2018 | 2019 |
| Pos. |      | 3º   | —    | 3º   | —    | —    | —    | —    | —    | —    |
| ---- | ---- | ---- | ---- | ---- | ---- | ---- | ---- | ---- | ---- | ---- |

## Presidentes
- Jecilian da Silva Fabrício (2011-2012)[4]
- Jailson Amorim (2013-2014)[1][5]